# 夏坊乡
夏坊乡是中国福建省三明市明溪县下辖的一个乡。

## 行政区划
夏坊乡共辖9个行政村，分别是：
夏坊村、龙坑村、鳌坑村、高洋村、苎畲村、新建村、李沂村、黄地村、中溪村。